# Philander andersoni
Philander andersoni e вид опосум от семейство Didelphidae. Видът обитава Южна Америка в страните Бразилия, Боливия, Перу, Еквадор, Колумбия и Венецуела на надморска височина над 500 m. Космената покривка на гърба е тъмна с черна ивица широка около 3 - 4 cm и дължина около 10 mm. По корема тя е с по-светъл цвят. Опашката в началото е покрита с косми (около 18% от дължината), а след това става гола.